# زباله زیست‌دارویی
زباله زیست‌دارویی (به انگلیسی: Biomedical waste) هر نوع زباله‌ای است که حاوی (یا دارای احتمال وجود) مواد عفونی باشد. همچنین زباله عفونی ممکن است زباله‌هایی باشد که از لحاظ ظاهری بتوان تشخیص داد که مبدأ آن دارویی، پزشکی یا آزمایشگاهی بوده‌است. زباله زیست دارویی نوعی زباله زیستی یا Biowaste است.
زباله زیست‌دارویی می‌تواند مایع یا جامد باشد. از نمونه‌های زباله‌های زیست‌دارویی می‌توان به خون‌های دورریخته شده، تیغ‌ها، سوزن‌ها، سرنگ‌ها و دیگر اجسام برنده، محیط‌های کشت میکروبی دور ریخته شده، بانداژها و لباس‌های استفاده شده، دستکش‌های دورریخته شده و همچنین لوازم آزمایشگاهی که خواصی که ذکر شد را داشته باشند.

## مقابله با تهدید
آنچه که مقابله با تهدید پسماندهای دارویی را با مشکل مواجه می‌کند، غیرقابل شناسایی شدن و کاهش یافتن یا حذف خطرات زباله است؛ لذا باید خروجی و دفع آنها، یعنی فاضلاب مربوطه ایمن‌سازی گردد. برای این کار روش‌های زیادی وجود دارد، اما برای رسیدن به هدف باید از روش‌های جداسازی و امحای اینگونه زباله‌ها استفاده نمود. زباله‌های زیست‌دارویی اغلب سوزانده می‌شوند. یک زباله‌سوز کارآمد می‌تواند عوامل بیماری‌زا و با نفوذ را از بین ببرد، بطوریکه مواد مضر آن در خاکستر حاصله نیز قابل تشخیص نباشد. عملیات حرارتی سوختن زباله می‌تواند شامل فناوری‌هایی مانند گازسوزی و تجزیه حرارتی با نتایج خوبی مانند بازیابی انرژی، کاهش‌دادن حجم زباله و نابودی تهدیدات جدی زباله‌ها باشند.